# 헤라클레스 (레이더)

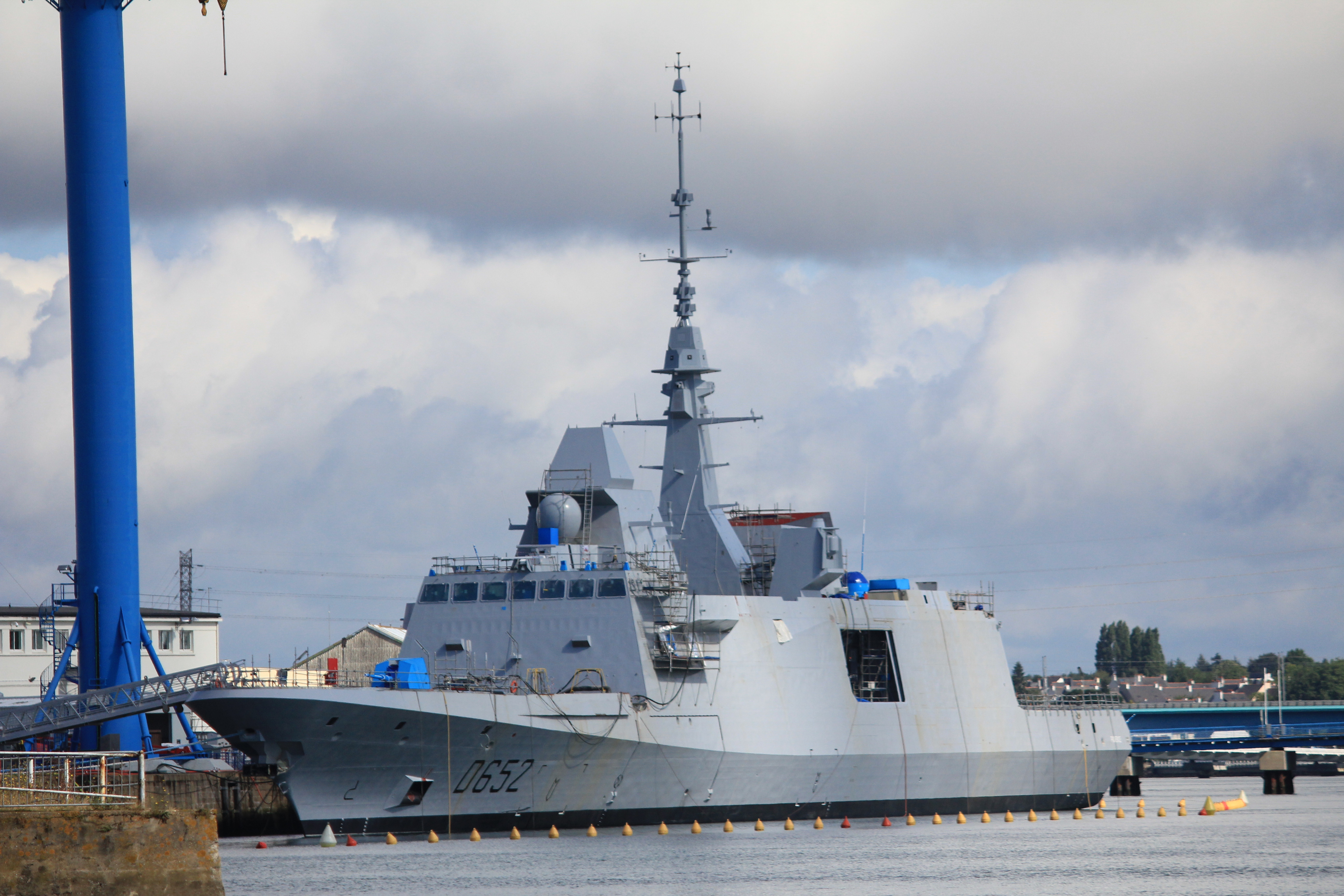
헤라클레스 레이다는 프랑스가 개발한 함정 레이다다.

헤라클레스는 프랑스의 해상 레이다의 일종이다. 수동 전자주사식 위상 배열 레이다로, 250km의 거리를 탐지하는 첨단 레이다다. 구축함에 탑재되어 감시하는 레이다다.

## 스펙
헤라클레스는 프랑스가 개발한 첨단 레이다로, 400개 표적을 동시탐지하며 10개의 위험한 목표물을 동시타격할 수 있는 성능을 자랑한다. Tu-95나 SU-27,Mig-35등의 항공기는 250km 거리에서 탐지할 수 있으며, 같은 군 함정이나 선박등은 80km 거리에서 탐지할 수 있다. 프랑스의 함대공 미사일 체계인 아스터 미사일을 화력 관제할 수 있다. 일본의 OPS-24 레이다와 비교할 수 있는 레이다인데, OPS-24는 능동 전자주사식 위상 배열 레이다(AESA)이며, 헤라클레스는 수동 전자주사식 위상 배열 레이다(PESA)라는 차이가 있다.

### 레이다 성능
- 탐지거리(공중) : 250km
- 탐지거리(해상) : 80km
- 동시추적 표적 : 500개
- 동시교전 능력 : 10개
- 밴드 종류 : S 밴드

## 같이 보기
- FCS-3
- AN/SPY-1
- SMART-L
- SAMPSON